# Carl Wilhelm Trapp
Carl Wilhelm Trapp, född 24 mars 1801 i Åbo, död 28 mars 1856 i Helsingfors, var en finländsk ämbetsman. Han var son till Kristian Trapp och bror till Robert Trapp.
Trapp var ordförande i direktionen för Finlands Bank 1841–1853, chef för senatens kammarexpedition 1853–1855 och prokurator 1855. Han tilldelades statsråds titel 1849.